# Megachile saba
Megachile saba là một loài Hymenoptera trong họ Megachilidae. Loài này được Strand mô tả khoa học năm 1914.